# Melchior d'Hondecoeter

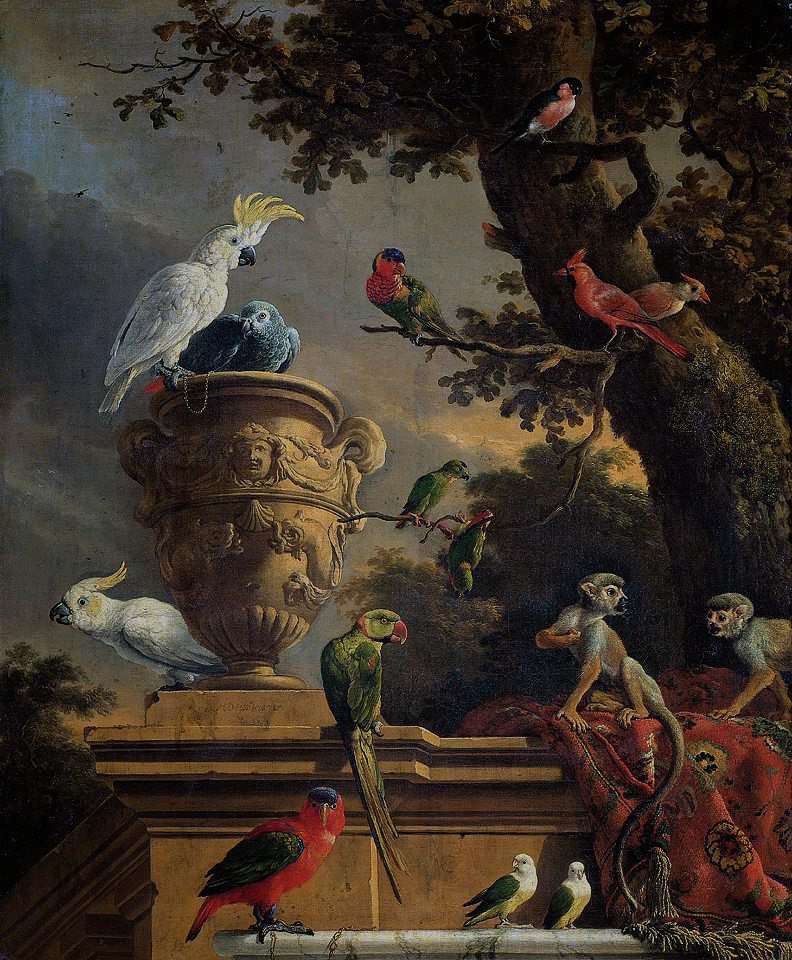
La Ménagerie (Rijksmuseum, Amsterdam).

Melchior d'Hondecoeter (Utrecht, 1636 - Amsterdam, 3 d'abril de 1695), va ser un pintor neerlandès de gènere animalístic, especialista en ocells exòtics —se li va donar el sobrenom del Rafael dels ocells.
És el més conegut d'una família d'artistes procedent d'Anvers, que es va desplaçar als Països Baixos Holanda a causa de la seva religió protestant. El seu pare va ser Gijsbert d'Hondecoeter i el seu avi, Gillis d'Hondecoeter. Després d'estudiar amb el seu pare, mort el 1653, va tenir com a mestre a Jan Baptist Weenix, casat amb la germana del mort. Va treballar a La Haia, on es va fer membre del Gremi de Sant Lluc el 1659, i es va traslladar a Amsterdam el 1664. Va rebre l'encàrrec de decorar el Palau de Adolphe Visscher a Driemond amb més de cinquanta quadre d'aus. També va treballar per a Guillem III d'Anglaterra, en la menagerie del palau d'Het Lloo, i en els palaus de Bergisch Gladbach i Oraniestein. En l'última època de la seva vida, superat pels seus competidors, com Jan Weenix o Jan van Oolen, es va veure avocat gairebé a la pobresa.
Entre la seva obra es troben quadres com Retrat de tres nens en un paisatge amb caça en el primer pla, 1300 x 400 cm, 1670 c., Alte Pinakothek, Múnic, Naturalesa morta amb ocells, oli sobre llenç, 74,5 × 63,5 cm, Museu Nazionale, Danzica, 1670 c., Carniere amb gazza el seu un ceppo, conegut per la gazza in contemplazione, oli sobre llenç, 215 × 134 cm, 1768 c., Rijksmuseum, Pollaio, 1686, Niedersächsisches Landesmuseum, Hannover, o Aus de corral, oli sobre llenç, 182 x 105 cm, Musée Condé, Chantilly, entre d'altres.